# Jaroslav Dekýš
Jaroslav Dekýš (* 19. srpna 1959) je bývalý slovenský fotbalista, obránce. Po skončení aktivní kariéry působí jako trenér.

## Fotbalová kariéra
V československé lize hrál za TJ Plastika Nitra. Nastoupil ve 195 ligových utkáních a dal 18 gólů. V Poháru UEFA nastoupil ve 2 utkáních. V nižší soutěži hrál i za TJ Spartak ZŤS Dubnica nad Váhom

## Ligová bilance
| Ročník                                      | Zápasy | Góly | Minuty                           | Klub |
| ------------------------------------------- | ------ | ---- | -------------------------------- | ---- |
| 1. slovenská národní fotbalová liga 1982/83 | 5      | 0    | TJ Spartak ZŤS Dubnica nad Váhom |      |
| 1. československá fotbalová liga 1982/83    | 15     | 1    | TJ Plastika Nitra                |      |
| 1. československá fotbalová liga 1983/84    | 28     | 4    | TJ Plastika Nitra                |      |
| 1. slovenská národní fotbalová liga 1984/85 | 30     | 9    | TJ Plastika Nitra                |      |
| 1. slovenská národní fotbalová liga 1985/86 | 30     | 4    | TJ Plastika Nitra                |      |
| 1. československá fotbalová liga 1986/87    | 27     | 2    | TJ Plastika Nitra                |      |
| 1. československá fotbalová liga 1987/88    | 17     | 2    | TJ Plastika Nitra                |      |
| 1. československá fotbalová liga 1988/89    | 27     | 3    | TJ Plastika Nitra                |      |
| 1. československá fotbalová liga 1989/90    | 26     | 2    | TJ Plastika Nitra                |      |
| 1. československá fotbalová liga 1990/91    | 25     | 2    | TJ Plastika Nitra                |      |
| 1. slovenská národní fotbalová liga 1991/92 | -      | -    | TJ Plastika Nitra                |      |
| 1. československá fotbalová liga 1992/93    | 30     | 2    | TJ Plastika Nitra                |      |
| CELKEM 1. československá liga               | 195    | 18   |                                  |      |